# Ephysteris turgida
Ephysteris turgida är en fjärilsart som beskrevs av Janse 1951. Ephysteris turgida ingår i släktet Ephysteris och familjen stävmalar. Inga underarter finns listade i Catalogue of Life.